# STS-105
STS-105 (Полет ISS 7A.1) e сто и шестата мисия на НАСА по програмата Спейс шатъл, тридесети на совалката Дискавъри и единадесети полет на совалката към Международната космическа станция (МКС). Втори полет на МТМ „Леонардо“.

## Екипаж

### При старта

#### На совалката
| Пост                    | Астронавт                               |
| ----------------------- | --------------------------------------- |
| Командир                | Скот Хоровиц четвърти космически полет  |
| Пилот                   | Фредерик Стъркоу втори космически полет |
| Специалист на мисията 1 | Патрик Форестър първи космически полет  |
| Специалист на мисията 2 | Даниел Бари трети космически полет      |

#### Експедиция 3
| Пост                                                                        | Астронавт                                     |
| --------------------------------------------------------------------------- | --------------------------------------------- |
| Специалист на мисията 3 Командир на МКС                                     | Франк Кълбъртсън трети космически полет       |
| Специалист на мисията 4 Пилот на МКС Командир на Союз (при аварийно кацане) | Владимир Дежуров (РКА) втори космически полет |
| Специалист на мисията 5 Бординженер на МКС                                  | Михаил Тюрин (РКА) първи космически полет     |

### При кацането
Екипажът на совалката плюс екипажът на Експедиция 2 на МКС:
| Пост                                         | Астронавт                                   |
| -------------------------------------------- | ------------------------------------------- |
| Специалист на мисията 3 Командир на МКС      | Юрий Усачев (РКА) четвърти космически полет |
| Специалист на мисията 4 Бординженер 1 на МКС | Джеймс Вос пети космически полет            |
| Специалист на мисията 5 Бординженер 2 на МКС | Сюзан Хелмс пети космически полет           |

### Резервен екипаж наЕкспедиция 3
| Пост          | Астронавт                                   |
| ------------- | ------------------------------------------- |
| Командир      | Валерий Корзун (РКА) за Франк Кълбъртсън    |
| Бординженер 1 | Сергей Трещев(РКА) за Владимир Дежуров(РКА) |
| Бординженер 2 | Пеги Уитсън за Михаил Тюрин(РКА)            |

## Полетът
Основните цели на мисията са доставка на провизии на борда на МКС и замяна на екипажите на Експедиция 2 и 3. По време на мисията е изведен за втори полет единия от трите италиански модули (на английски: Multi-Purpose Logistics Module) „Леонардо“. Доставено е и оборудване за модула Дестини. Совалката е скачена почти десет денонощия за станцията и през това време са проведени две излизания в открития космос.

## Параметри на мисията
- Маса на совалката:
  - при старта: 116 914 кг
  - при приземяването: 100 824 кг
- Маса на полезния товар:9072 кг
- Перигей: 373 км
- Апогей: 402 км
- Инклинация: 51,6°
- Орбитален период: 92.3 мин

Скачване с „МКС“
- Скачване: 12 август 2001, 18:41:46 UTC
- Разделяне: 20 август 2001, 14:51:30 UTC
- Време в скачено състояние: 9 денонощия, 20 часа, 9 минути, 44 секунди.

### Космически разходки
| № | Участници                     | Начало                   | Край                     | Продължителност  |
| - | ----------------------------- | ------------------------ | ------------------------ | ---------------- |
| 1 | Даниел Бари и Патрик Форестър | 16 август 2001 13:58 UTC | 16 август 2001 20:14 UTC | 6 часа 16 минути |
| 2 | Даниел Бари и Патрик Форестър | 18 август 2001 13:42 UTC | 18 август 2001 19:11 UTC | 5 часа 29 минути |

## Галерия
- Стартът на мисия STS-105 (видеоклип 3 мин 7 сек)
- Модулът „Леонардо“ в товарния отсек на совалката.
- Манипулаторът Канадарм2, гледан от кабината на совалката.
- Краят на мисия STS-105.
- Краят на мисията и на видео (видеоклип 2 мин 57 сек)